# لورا صموئيل
لورا صموئيل (بالإنجليزية: Laura Samuel) هي لاعبة القفز الثلاثي بريطانية، ولدت في 19 فبراير 1991.

## وصلات خارجية
- لورا صموئيل على موقع الاتحاد الدولي لألعاب القوى (الإنجليزية)
- لورا صموئيل على موقع الدوري الماسي (الإنجليزية)
- لورا صموئيل على موقع اتحاد ألعاب الكومنولث (مؤرشف) (الإنجليزية)